# Campionati mondiali juniores di sci alpino 2022
I Campionati mondiali juniores di sci alpino 2022, 41ª edizione della manifestazione organizzata dalla Federazione Internazionale Sci, si sono svolti a Panorama, in Canada, dal 3 al 9 marzo. Il programma ha inclso gare di discesa libera, supergigante, slalom gigante, slalom speciale e combinata, sia maschili sia femminili, e una gara a squadre mista.
In seguito all'invasione dell'Ucraina, gli atleti russi e bielorussi sono stati esclusi dalle competizioni.

## Risultati

### Uomini

#### Discesa libera
| Pos. | Atleta                 | Nazione     | Tempo   |
| ---- | ---------------------- | ----------- | ------- |
| 1    | Giovanni Franzoni      | Italia      | 1:25,56 |
| 2    | Franjo von Allmen      | Svizzera    | 1:25,80 |
| 3    | Luis Vogt              | Germania    | 1:26,14 |
| 4    | Léo Ducros             | Francia     | 1:26,23 |
| 5    | Charles Gamel Seigneur | Francia     | 1:26,69 |
| 6    | Raphaël Lessard        | Canada      | 1:26,85 |
| 7    | Isaiah Nelson          | Stati Uniti | 1:27,35 |
| 8    | Jaakko Tapaneinen      | Finlandia   | 1:27,50 |
| 9    | Marco Abbruzzese       | Italia      | 1:27,56 |
| 10   | Tait Jordan            | Canada      | 1:27,57 |

Data: 4 marzo

Pista: 

Ore: 11.30 (UTC-7)

Partenza: 1 935 m s.l.m.

Arrivo: 1 240 m s.l.m.

Lunghezza: 2 415 m

Dislivello: 695 m

Porte: 39

Tracciatore: Johnny Crichton (Canada)

#### Supergigante
| Pos. | Atleta            | Nazione     | Tempo   |
| ---- | ----------------- | ----------- | ------- |
| 1    | Isaiah Nelson     | Stati Uniti | 1:06,57 |
| 2    | Franjo von Allmen | Svizzera    | 1:06,70 |
| 3    | Giovanni Franzoni | Italia      | 1:06,98 |
| 4    | Marco Abbruzzese  | Italia      | 1:07,16 |
| 4    | Raphael Riederer  | Austria     | 1:07,16 |
| 6    | Gerrit Van Soest  | Canada      | 1:07,30 |
| 7    | Rok Ažnoh         | Slovenia    | 1:07,44 |
| 8    | Gregorio Bernardi | Italia      | 1:07,49 |
| 9    | Cooper Puckett    | Stati Uniti | 1:07,73 |
| 10   | Léo Ducros        | Francia     | 1:07,87 |

Data: 5 marzo

Pista: 

Ore: 12.00 (UTC-7)

Partenza: 1 762 m s.l.m.

Arrivo: 1 240 m s.l.m.

Lunghezza: 1 781 m

Dislivello: 522 m

Porte: 36

Tracciatore: Massimo Carca (Italia)

#### Slalom gigante
| Pos. | Atleta                   | Nazione  | Tempo   |
| ---- | ------------------------ | -------- | ------- |
| 1    | Alexander Steen Olsen    | Norvegia | 2:39,24 |
| 2    | Filippo Della Vite       | Italia   | 2:39,84 |
| 3    | Lukas Passrugger         | Austria  | 2:40,14 |
| 4    | Oscar Zimmer             | Norvegia | 2:40,26 |
| 5    | Giovanni Franzoni        | Italia   | 2:40,49 |
| 6    | Lukas Feurstein          | Austria  | 2:40,52 |
| 7    | Joshua Sturm             | Austria  | 2:40,70 |
| 8    | Simon Luca Wolf          | Germania | 2:40,72 |
| 9    | Raphaël Lessard          | Canada   | 2:40,82 |
| 10   | Christian Oliveira Søvik | Norvegia | 2:40,85 |

Data: 8 marzo

Pista: 

Partenza: 1 680 m s.l.m.

Arrivo: 1 240 m s.l.m.

Dislivello: 440 m

1ª manche:

Ore: 10.15 (UTC-7)

Porte: 59

Tracciatore: Mitja Zupan (Germania)

2ª manche:

Ore: 13.30 (UTC-7)

Porte: 57

Tracciatore: Andrej Jerman (Norvegia)

#### Slalom speciale
| Pos. | Atleta                  | Nazione  | Tempo   |
| ---- | ----------------------- | -------- | ------- |
| 1    | Alexander Steen Olsen   | Norvegia | 1:13,11 |
| 2    | Fabian Ax Swartz        | Svezia   | 1:14,12 |
| 3    | Linus Witte             | Germania | 1:14,25 |
| 4    | Alban Elezi Cannaferina | Francia  | 1:14,54 |
| 5    | Joshua Sturm            | Austria  | 1:14,68 |
| 6    | Eirik Hystad Solberg    | Norvegia | 1:14,98 |
| 7    | Lukas Ermeskog          | Svezia   | 1:15,24 |
| 8    | Kilian Pramstaller      | Austria  | 1:15,36 |
| 9    | Reto Mächler            | Svizzera | 1:15,52 |
| 10   | Shiro Aihara            | Giappone | 1:15,53 |

Data: 9 marzo

Pista: 

Partenza: 1 430 m s.l.m.

Arrivo: 1 240 m s.l.m.

Dislivello: 190 m

1ª manche:

Ore: 9.00 (UTC-7)

Porte: 60

Tracciatore: Morgan Pridy (Canada)

2ª manche:

Ore: 12.00 (UTC-7)

Porte: 57

Tracciatore: Maxime Tissot (Francia)

#### Combinata
| Pos. | Atleta                   | Nazione  | Tempo   |
| ---- | ------------------------ | -------- | ------- |
| 1    | Giovanni Franzoni        | Italia   | 2:02,88 |
| 2    | Marco Abbruzzese         | Italia   | 2:02,94 |
| 2    | Franjo von Allmen        | Svizzera | 2:02,94 |
| 4    | Kilian Pramstaller       | Austria  | 2:03,29 |
| 5    | Reto Mächler             | Svizzera | 2:03,85 |
| 6    | Christian Oliveira Søvik | Norvegia | 2:03,98 |
| 7    | Filippo Della Vite       | Italia   | 2:04,06 |
| 8    | Lukas Passrugger         | Austria  | 2:04,10 |
| 9    | Logan Dunn               | Canada   | 2:04,43 |
| 10   | Léo Ducros               | Francia  | 2:04,50 |

1ª manche:

Data: 5 marzo

Pista: 

Ore: 12.00 (UTC-7)

Partenza: 1 762 m s.l.m.

Arrivo: 1 240 m s.l.m.

Lunghezza: 1 781 m

Dislivello: 522 m

Porte: 36

Tracciatore: Massimo Carca (Italia)
2ª manche:

Data: 6 marzo

Pista: 

Ore: 11.00 (UTC-7)

Partenza: 

Arrivo: 

Dislivello: 

Porte: 67

Tracciatore: Nathant Bryant (Stati Uniti)

### Donne

#### Discesa libera
| Pos. | Atleta           | Nazione     | Tempo   |
| ---- | ---------------- | ----------- | ------- |
| 1    | Magdalena Egger  | Austria     | 1:28,33 |
| 2    | Emma Aicher      | Germania    | 1:28,46 |
| 3    | Lauren Macuga    | Stati Uniti | 1:28,58 |
| 4    | Delia Durrer     | Svizzera    | 1:28,68 |
| 5    | Alena Labaštová  | Rep. Ceca   | 1:28,93 |
| 5    | Lisa Nyberg      | Svezia      | 1:28,93 |
| 7    | Amanda Salzgeber | Austria     | 1:29,33 |
| 8    | Victoria Olivier | Austria     | 1:29,47 |
| 9    | Viktoria Bürgler | Austria     | 1:29,79 |
| 10   | Vicky Bernardi   | Italia      | 1:29,82 |

Data: 3 marzo

Pista: 

Ore: 10.00 (UTC-7)

Partenza: 1 935 m s.l.m.

Arrivo: 1 240 m s.l.m.

Lunghezza: 2 415 m

Dislivello: 695 m

Porte: 39

Tracciatore: Johnny Crichton (Canada)

#### Supergigante
| Pos. | Atleta               | Nazione     | Tempo   |
| ---- | -------------------- | ----------- | ------- |
| 1    | Magdalena Egger      | Austria     | 1:08,34 |
| 2    | Ava Sunshine Jemison | Stati Uniti | 1:08,79 |
| 3    | Victoria Olivier     | Austria     | 1:09,05 |
| 4    | Emma Aicher          | Germania    | 1:09,19 |
| 5    | Alena Labaštová      | Rep. Ceca   | 1:09,28 |
| 6    | Cassidy Gray         | Canada      | 1:09,37 |
| 7    | Sarah Bennett        | Canada      | 1:09,38 |
| 8    | Delia Durrer         | Svizzera    | 1:09,39 |
| 9    | Delphine Darbellay   | Svizzera    | 1:09,55 |
| 10   | Anna Schillinger     | Germania    | 1:09,63 |

Data: 5 marzo

Ore: 10.30 (UTC-7)

Pista: 

Partenza: 1 762 m s.l.m.

Arrivo: 1 240 m s.l.m.

Lunghezza: 1 781 m

Dislivello: 522 m

Porte: 36

Tracciatore: Massimo Carca (Italia)

#### Slalom gigante
| Pos. | Atleta           | Nazione   | Tempo   |
| ---- | ---------------- | --------- | ------- |
| 1    | Magdalena Egger  | Austria   | 2:31,02 |
| 2    | Emma Aicher      | Germania  | 2:31,24 |
| 3    | Zrinka Ljutić    | Croazia   | 2:32,03 |
| 4    | Lisa Nyberg      | Svezia    | 2:32,24 |
| 5    | Annette Belfrond | Italia    | 2:32,33 |
| 6    | Erika Pykäläinen | Finlandia | 2:32,72 |
| 7    | Noa Szőllős      | Israele   | 2:32,75 |
| 8    | Sarah Bennett    | Canada    | 2:32,94 |
| 9    | Britt Richardson | Canada    | 2:32,98 |
| 10   | Liv Ceder        | Svezia    | 2:33,00 |

Data: 9 marzo

Pista: 

Partenza: 1 740 m s.l.m.

Arrivo: 1 375 m s.l.m.

Dislivello: 36500 m

1ª manche:

Ore: 10.45 (UTC-7)

Porte: 54

Tracciatore: Anders Andersson (Svezia)

2ª manche:

Ore: 13.15(UTC-7)

Porte: 54

Tracciatore: Marc Telling (Gran Bretagna)

#### Slalom speciale
| Pos. | Atleta               | Nazione     | Tempo   |
| ---- | -------------------- | ----------- | ------- |
| 1    | Zrinka Ljutić        | Croazia     | 1:39,88 |
| 2    | Emma Aicher          | Germania    | 1:40,72 |
| 3    | Moa Boström Müssener | Svezia      | 1:41,09 |
| 4    | Marie Lamure         | Francia     | 1:41,27 |
| 5    | Annette Belfrond     | Italia      | 1:41,55 |
| 6    | Lisa Nyberg          | Svezia      | 1:41,65 |
| 7    | Rosa Pohjolainen     | Finlandia   | 1:41,69 |
| 8    | Beatrice Sola        | Italia      | 1:41,75 |
| 9    | Ava Sunshine Jemison | Stati Uniti | 1:41,99 |
| 10   | Caitlin McFarlane    | Francia     | 1:42,03 |

Data: 8 marzo

Pista: 

Partenza: 1 430 m s.l.m.

Arrivo: 1 240 m s.l.m.

Dislivello: 190 m

1ª manche:

Ore: 9.00 (UTC-7)

Porte: 59

Tracciatore: Werner Zurbuchen (Svizzera)

2ª manche:

Ore: 12.15 (UTC-7)

Porte: 60

Tracciatore: Amir Ljutić (Croazia)

#### Combinata
| Pos. | Atleta               | Nazione     | Tempo   |
| ---- | -------------------- | ----------- | ------- |
| 1    | Marie Lamure         | Francia     | 2:03,73 |
| 2    | Magdalena Egger      | Austria     | 2:04,10 |
| 3    | Aline Höpli          | Svizzera    | 2:04,37 |
| 4    | Lisa Nyberg          | Svezia      | 2:04,52 |
| 5    | Zrinka Ljutić        | Croazia     | 2:04,54 |
| 6    | Rosa Pohjolainen     | Finlandia   | 2:04,68 |
| 7    | Sarah Bennett        | Canada      | 2:04,72 |
| 8    | Ava Sunshine Jemison | Stati Uniti | 2:04,78 |
| 9    | Noa Szőllős          | Israele     | 2:05,26 |
| 10   | Kim Marschel         | Germania    | 2:05,47 |

1ª manche:

Data: 5 marzo

Pista: 

Ore: 10.30 (UTC-7)

Partenza: 1 762 m s.l.m.

Arrivo: 1 240 m s.l.m.

Lunghezza: 1 781 m

Dislivello: 522 m

Porte: 36

Tracciatore: Massimo Carca (Italia)
2ª manche:

Data: 6 marzo

Pista: 

Ore: 10.00 (UTC-7)

Partenza: 

Arrivo: 

Dislivello: 

Porte: 65

Tracciatore: Florian Melmer (Austria)

### Misto

#### Gara a squadre
| Pos. | Nazione  | Atleti                                                            |
| ---- | -------- | ----------------------------------------------------------------- |
| 1    | Canada   | Cassidy Gray Étienne Mazellier Justine Lamontagne Raphaël Lessard |
| 2    | Austria  | Victoria Olivier Joshua Sturm Magdalena Egger Lukas Passrugger    |
| 3    | Svizzera | Delphine Darbellay Reto Mächler Delia Durrer Eric Wyler           |

Data: 7 marzo

Ore: (UTC-7)

Pista: 

Partenza: 1 325 m s.l.m.

Arrivo: 1 240 m s.l.m.

Dislivello: 85 m

Porte:

Tracciatore: Johnny Crichton (Canada)

##### Torneo
La gara a squadre consiste in una competizione di slalom gigante parallelo tra rappresentative nazionali composte da quattro atleti, due sciatori e due sciatrici, che si affrontano a due a due sul percorso di gara. Ai vincitori spetta un punto; in caso entrambe le squadre ottengano due punti, passa il turno la squadra che ha ottenuto il miglior tempo stabilito sommando le migliori prestazioni maschili e femminili.
|  | Ottavi di finale | Ottavi di finale |             |   | Quarti di finale          | Quarti di finale          |  |  | Semifinali | Semifinali |  |  | Finale | Finale |
|  |                  |                  |             |   |                           |                           |  |  |            |            |  |  |        |        |
|  |                  |                  |             |   |                           |                           |  |  |            |            |  |  |        |        |
|  |                  |                  |             |   |                           |                           |  |  |            |            |  |  |        |        |
|  | Austria          | 3                |             |   |                           |                           |  |  |            |            |  |  |        |        |
|  | Austria          | 3                |             |   |                           |                           |  |  |            |            |  |  |        |        |
|  | Paesi Bassi      | 1                |             |   |                           |                           |  |  |            |            |  |  |        |        |
|  | Paesi Bassi      | 1                | Austria     | 2 |                           |                           |  |  |            |            |  |  |        |        |
|  |                  |                  | Austria     | 2 |                           |                           |  |  |            |            |  |  |        |        |
|  |                  | Finlandia        | 2           |   |                           |                           |  |  |            |            |  |  |        |        |
|  | Francia          | Finlandia        | 2           | 1 |                           |                           |  |  |            |            |  |  |        |        |
|  | Francia          |                  |             | 1 |                           |                           |  |  |            |            |  |  |        |        |
|  | Finlandia        | 3                |             |   |                           |                           |  |  |            |            |  |  |        |        |
|  | Finlandia        | 3                | Austria     | 4 |                           |                           |  |  |            |            |  |  |        |        |
|  |                  |                  | Austria     | 4 |                           |                           |  |  |            |            |  |  |        |        |
|  |                  | Svizzera         | 0           |   |                           |                           |  |  |            |            |  |  |        |        |
|  | Norvegia         | Svizzera         | 0           | 3 |                           |                           |  |  |            |            |  |  |        |        |
|  | Norvegia         |                  |             | 3 |                           |                           |  |  |            |            |  |  |        |        |
|  | Polonia          | 1                |             |   |                           |                           |  |  |            |            |  |  |        |        |
|  | Polonia          | 1                | Norvegia    | 2 |                           |                           |  |  |            |            |  |  |        |        |
|  |                  |                  | Norvegia    | 2 |                           |                           |  |  |            |            |  |  |        |        |
|  |                  | Svizzera         | 2           |   |                           |                           |  |  |            |            |  |  |        |        |
|  | Svizzera         | Svizzera         | 2           | 3 |                           |                           |  |  |            |            |  |  |        |        |
|  | Svizzera         |                  |             | 3 |                           |                           |  |  |            |            |  |  |        |        |
|  | Regno Unito      | 1                |             |   |                           |                           |  |  |            |            |  |  |        |        |
|  | Regno Unito      | 1                | Austria     | 1 |                           |                           |  |  |            |            |  |  |        |        |
|  |                  |                  | Austria     | 1 |                           |                           |  |  |            |            |  |  |        |        |
|  |                  | Canada           | 3           |   |                           |                           |  |  |            |            |  |  |        |        |
|  | Svezia           | Canada           | 3           | 2 |                           |                           |  |  |            |            |  |  |        |        |
|  | Svezia           |                  |             | 2 |                           |                           |  |  |            |            |  |  |        |        |
|  | Spagna           | 2                |             |   |                           |                           |  |  |            |            |  |  |        |        |
|  | Spagna           | 2                | Svezia      | 1 |                           |                           |  |  |            |            |  |  |        |        |
|  |                  |                  | Svezia      | 1 |                           |                           |  |  |            |            |  |  |        |        |
|  |                  | Stati Uniti      | 3           |   |                           |                           |  |  |            |            |  |  |        |        |
|  | Stati Uniti      | Stati Uniti      | 3           | 3 |                           |                           |  |  |            |            |  |  |        |        |
|  | Stati Uniti      |                  |             | 3 |                           |                           |  |  |            |            |  |  |        |        |
|  | Rep. Ceca        | 1                |             |   |                           |                           |  |  |            |            |  |  |        |        |
|  | Rep. Ceca        | 1                | Stati Uniti | 2 |                           |                           |  |  |            |            |  |  |        |        |
|  |                  |                  | Stati Uniti | 2 |                           |                           |  |  |            |            |  |  |        |        |
|  |                  | Canada           | 2           |   | Finale per il terzo posto | Finale per il terzo posto |  |  |            |            |  |  |        |        |
|  | Germania         | Canada           | 2           | 1 | Finale per il terzo posto | Finale per il terzo posto |  |  |            |            |  |  |        |        |
|  | Germania         |                  |             | 1 |                           |                           |  |  |            |            |  |  |        |        |
|  | Canada           | 3                |             |   |                           |                           |  |  |            |            |  |  |        |        |
|  | Canada           | 3                | Canada      | 2 | Svizzera                  | 2                         |  |  |            |            |  |  |        |        |
|  |                  |                  | Canada      | 2 | Svizzera                  | 2                         |  |  |            |            |  |  |        |        |
|  |                  | Italia           | 2           |   | Stati Uniti               | 2                         |  |  |            |            |  |  |        |        |
|  | Italia           | Italia           | 2           | 4 | Stati Uniti               | 2                         |  |  |            |            |  |  |        |        |
|  | Italia           |                  |             | 4 |                           |                           |  |  |            |            |  |  |        |        |
|  | Slovacchia       | 0                |             |   |                           |                           |  |  |            |            |  |  |        |        |
|  | Slovacchia       | 0                |             |   |                           |                           |  |  |            |            |  |  |        |        |

## Medagliere per nazioni
| Pos. | Nazione     | Oro | Argento | Bronzo | Totale |
| ---- | ----------- | --- | ------- | ------ | ------ |
| 1    | Austria     | 3   | 2       | 4      | 9      |
| 2    | Italia      | 2   | 2       | 1      | 5      |
| 3    | Norvegia    | 2   | 0       | 0      | 2      |
| 4    | Stati Uniti | 1   | 1       | 1      | 3      |
| 5    | Croazia     | 1   | 0       | 1      | 1      |
| 6    | Canada      | 1   | 0       | 0      | 1      |
| 6    | Francia     | 1   | 0       | 0      | 1      |
| 8    | Germania    | 0   | 3       | 2      | 5      |
| 8    | Svizzera    | 0   | 3       | 2      | 5      |
| 10   | Svezia      | 0   | 1       | 1      | 2      |